# 栄町 (新潟県)

三条・燕地域における平成の大合併の地図。

栄町（さかえまち）は、新潟県の中央部、中越地方に位置していた南蒲原郡の町である。三条市への通勤率は26.7%（平成12年国勢調査）。2005年5月1日に三条市、南蒲原郡栄町及び下田村が合併して、三条市が発足する。

## 地理
越後平野の中央部に位置しており、町域西部を中心に平坦地が広がる。
- 山：
- 河川：信濃川
- 湖沼：

### 隣接していた自治体
- 三条市
- 燕市
- 見附市
- 西蒲原郡分水町
- 長岡市
- 南蒲原郡下田村

## 歴史
- 1889年（明治22年）4月1日
  - 町村制の施行により、南蒲原郡小古瀬村、福多村、鬼木村、尾崎村、五加村、大潟村、四王村及び帯織村が発足する。
- 1891年（明治24年）7月17日
  - 小古瀬村が大和村に名称が変更する。
- 1899年（明治32年）9月15日
  - 南蒲原郡大潟村及び四王村が合併して、改めて南蒲原郡大潟村が発足する。
- 1901年（明治34年）11月1日
  - 南蒲原郡大和村、福多村、鬼木村、尾崎村及び五加村が合併して、南蒲原郡福島村が発足する。南蒲原郡大潟村及び帯織村が合併して、南蒲原郡大面村が発足する。
- 1956年（昭和31年）9月30日
  - 南蒲原郡福島村及び大面村が合併して、南蒲原郡栄村が発足する。
- 1981年（昭和56年）10月1日
  - 南蒲原郡栄村が町制施行して、南蒲原郡栄町となる。
- 2004年（平成16年）7月13日
  - 平成16年7月新潟・福島豪雨（7・13水害）。刈谷田川の氾濫により損害甚大
- 2004年（平成16年）10月23日
  - 新潟県中越地震（新潟県中越大震災）発生。栄町新堀では震度5弱（計測震度4.9。最大加速度154.0gal）を観測。重傷者3人、住家の大規模半壊1棟、半壊7棟、一部損壊517棟、公共施設など252棟に被害。交通網の寸断や風評被害などで経済的な損害
- 2005年（平成17年）5月1日
  - 三条市、南蒲原郡栄町及び下田村が合併して、三条市が発足する。

## 行政
- 町長：小林弘右（1999年4月26日 - 2005年4月30日）

## 経済

### 産業
- 主な産業

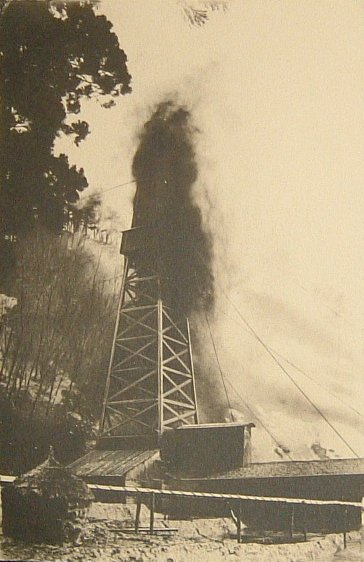
かつての大面油田

  - 以前、北潟に大面油田という油田があり盛況だったが、1963年（昭和38年）に閉山した。
- 産業人口（2000年国勢調査）
  - 第1次産業：511人
  - 第2次産業：2,677人
  - 第3次産業：2,906人

## 教育

### 中学校
- 栄町立栄中学校

### 小学校
- 栄町立中央小学校
- 栄町立北小学校
- 栄町立大面小学校

## 交通

### 鉄道
- 東日本旅客鉄道（JR東日本）信越本線
  - 帯織駅 - 東光寺駅

### 道路
- 高速道路
  - 北陸自動車道
    - 栄PA・栄BS
- 一般国道
  - 国道8号
  - 国道403号
- 主要地方道
  - 新潟県道8号長岡見附三条線